# Eva Figes
Eva Figes (15. dubna 1932, Berlín – 28. srpna 2012 Velký Londýn) byla britská prozaička německého původu, pro jejíž romány je typické soustředění se na lyrickou složku díla a potlačení epického děje. V některých ze svých děl navazuje na tvorbu Virginie Woolfové.

## Dílo
- Winter Journey, 1967
- Konek Landing, 1969
- B., 1972
- Days, 1974
- Nelly's Version, 1977
- Waking, 1981
- The Seven Ages, 1986
- Ghosts, 1988
- The Tenancy, 1993
- The Knot, 1996
- The Tree of Knowledge, 1998